# Lactifluus
Lactifluus là một chi nấm phát triển trong họ Russulaceae, thuộc bộ Russulales. Lactifluus Đây là một trong ba loại chi thường có tên là mũ sữa và được nhà nghiên cứu nấm người Pháp, Roussel miêu tả khoa học lần đầu tiên năm 1806.. Loài Lactifluus có phân bố nhiệt đới chủ yếu, nhưng cũng được tìm thấy ở vùng ôn đới phía Bắc cũng như Australia và New Zealand

## Phân

### Ôn đới bắc
- Lactifluus corrugis
- Lactifluus deceptivus
- Lactifluus hygrophoroides
- Lactifluus piperatus
- Lactifluus vellereus
- Lactifluus volemus

### Vùng nhiệt đới
- Lactifluus aureifolius
- Lactifluus densifolius
- Lactifluus edulis
- Lactifluus heimii
- Lactifluus madagascariensis
- Lactifluus neotropicus